# Gudrun Engel

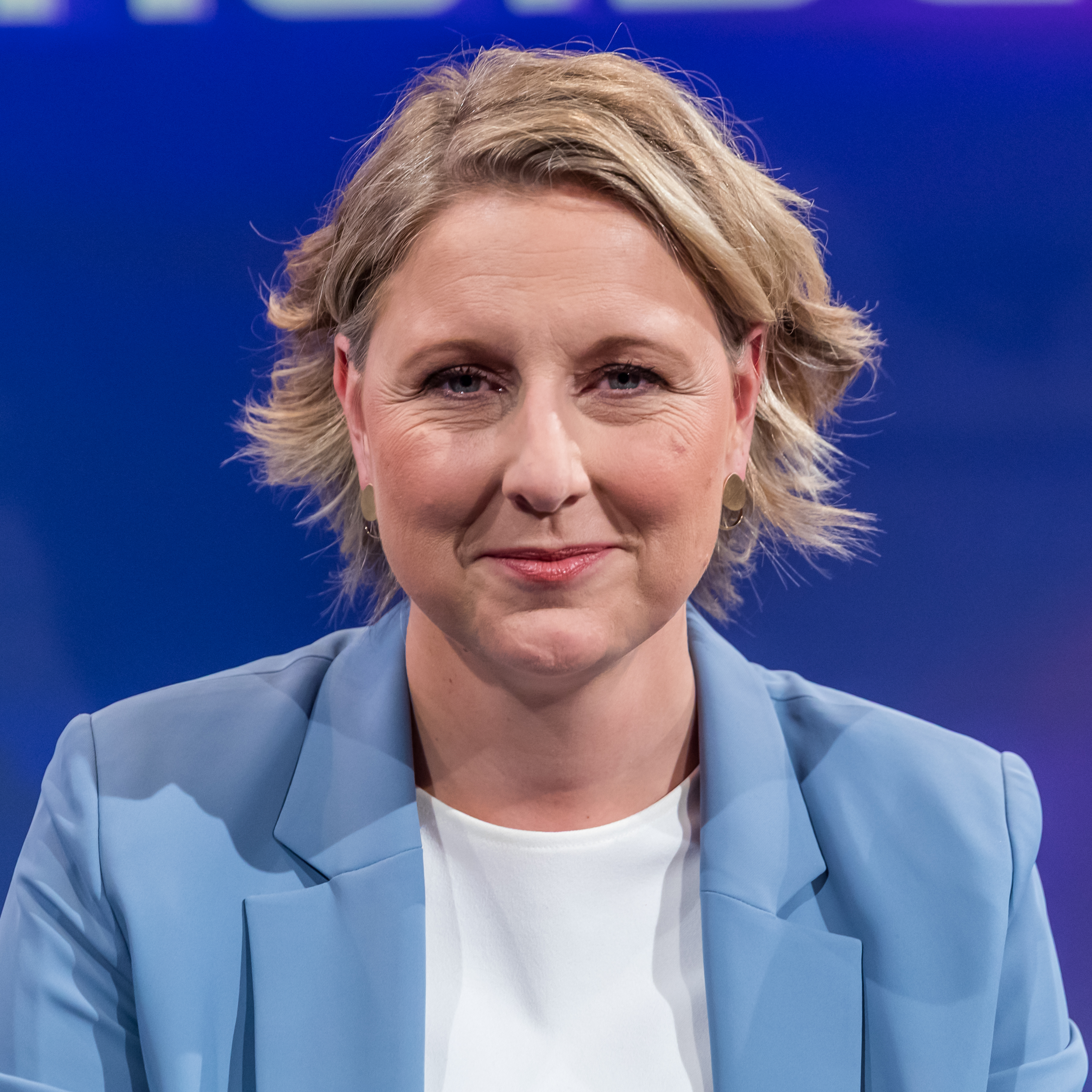
Gudrun Engel, 2025

Gudrun Engel (* 31. Juli 1979 in Hardheim) ist eine deutsche Journalistin. Sie arbeitet als Auslandskorrespondentin bei der ARD.

## Leben und Wirken
Nach dem Abitur am Wirtschaftsgymnasium der Frankenlandschule Walldürn war Engel freie Mitarbeiterin der Rhein-Neckar-Zeitung, Fränkischen Nachrichten und Radio Ton Heilbronn. Ihr Volontariat absolvierte sie von 1999 bis 2001 beim Funkhaus Aschaffenburg.
Engel studierte Journalistik und Politikwissenschaften an den Universitäten Dortmund, Göteborg/Schweden und Kaunas/Litauen mit dem Abschluss als Diplom-Journalistin. Anschließend fand sie eine Anstellung beim Westdeutschen Rundfunk in Köln.
2019 wechselte sie als ARD-Korrespondentin nach Brüssel. 2022 übernahm sie die Leitung des ARD-Studios Washington.